# Kab-hegy
A Kab-hegy a Déli-Bakony legmagasabb hegye, Úrkút és Nagyvázsony között helyezkedik el, tengerszint feletti magassága 599 méter.

## Felépítése és kialakulása
A széles kúp formájú hegyet pliocén korú bazalt fedi, mely láva formájában az akkori szárazföldi térszínt alkotó, triász időszaki mészkő- és dolomitösszletre ömlött. A lávaömlés több fázisban zajlott le: a legutolsó kitörés bazaltja vörös színűre mállott, salakos lávakőzet, mely jelenleg a televíziós torony és beépített környezete miatt közvetlenül nem figyelhető meg, azonban a korábbi lávaömlés termékét képviselő hamuszürke bazalt a hegy oldalában számos helyen feltárul.
A Kab-hegy nem tanúhegy. Ennek az a fő oka, hogy itt a bazaltos összetételű láva nem a könnyen lepusztuló pannon korú rétegekre ömlött, mint a Balaton-felvidéken ugyanennek a bazaltvulkanizmusnak az emlékét őrző számos hegy (például a Badacsony, a Hegyestű) esetében, hanem a lepusztulásnak ellenállóbb dolomitra, s így az erózió nem preparálta ki a környezetéből.

## Megközelítése
A Kab-hegy csúcsához egy 4,8 kilométer hosszú, öt számjegyű országos közútnak számító úton (73 114-es út) lehet feljutni, amely Úrkút külterületén, a községtől délre ágazik ki nyugat felé az Ajka és Nagyvázsony között húzódó 7308-as út 16,600-as kilométerszelvényénél.

## Érdekességek
- A hegycsúcson az 1962-ben épült, 219 méter magas és egy kisebb 133 méter magasságú adótorony áll. (Utóbbi használaton kívül.)[forrás?]
- 2013-ban nyílt meg a több mint 9 méter magas Kinizsi-kilátó.[2]

## Képek

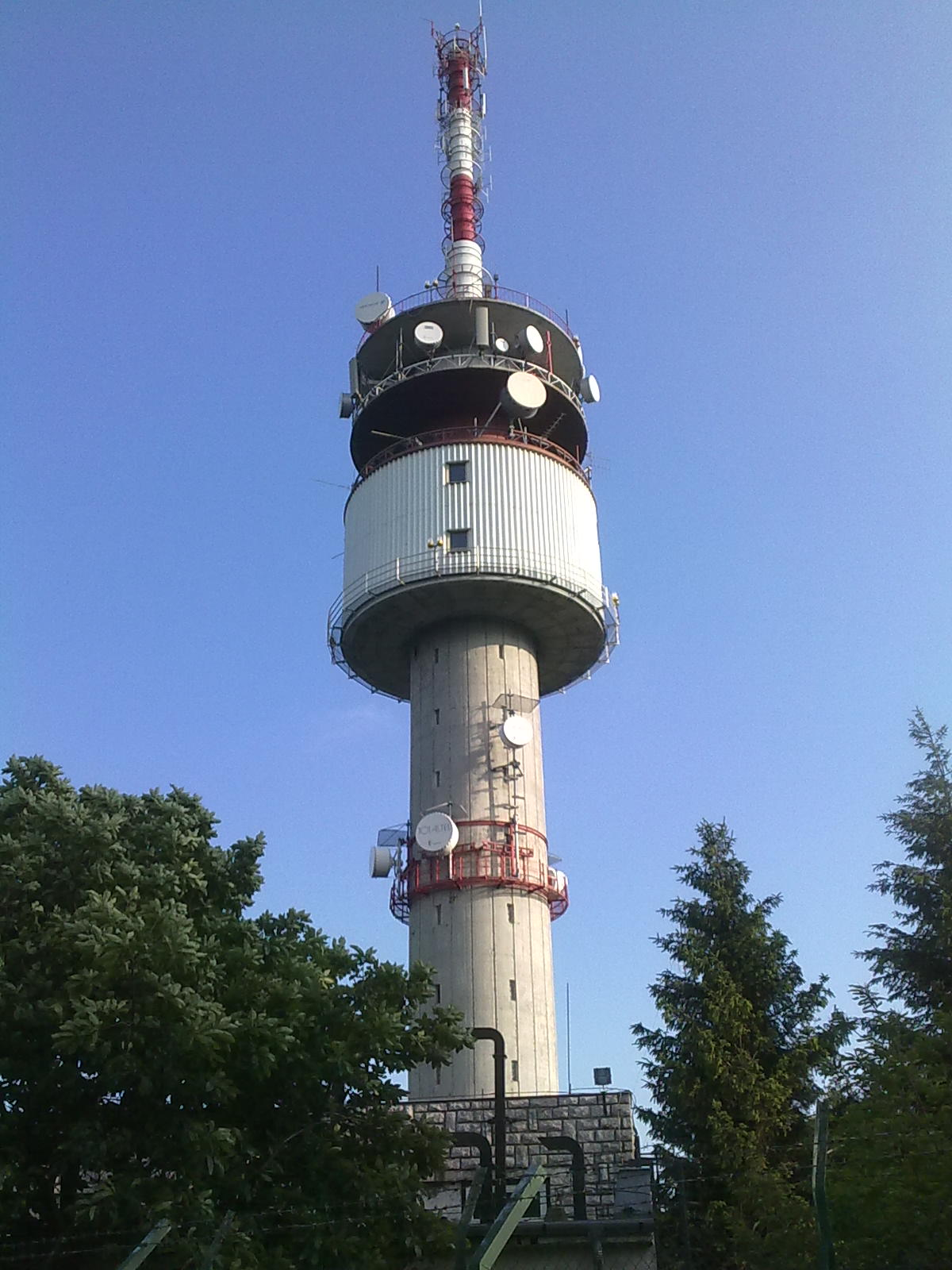
A TV torony
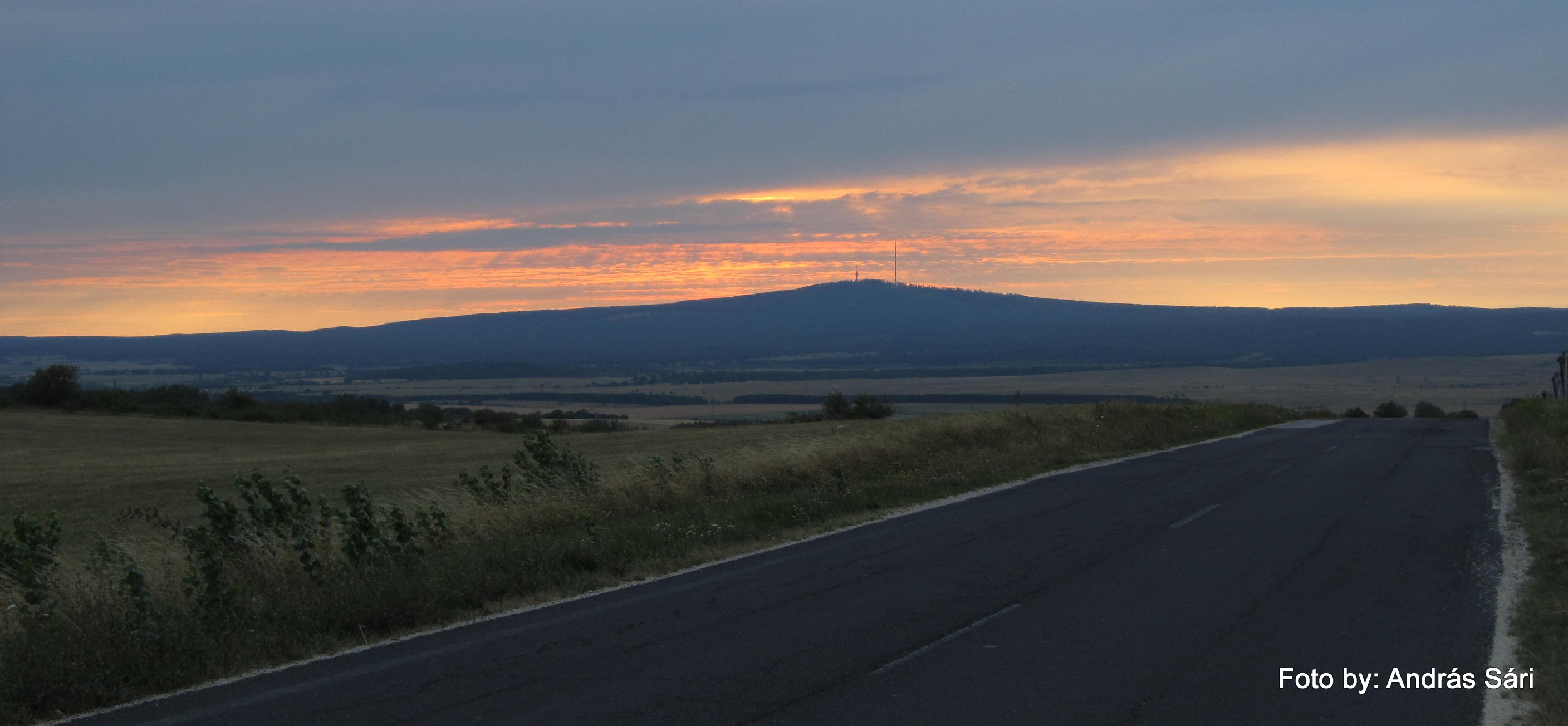
A 7304-es út Tótvázsony lakott területétől délre, háttérben a Kab-hegy
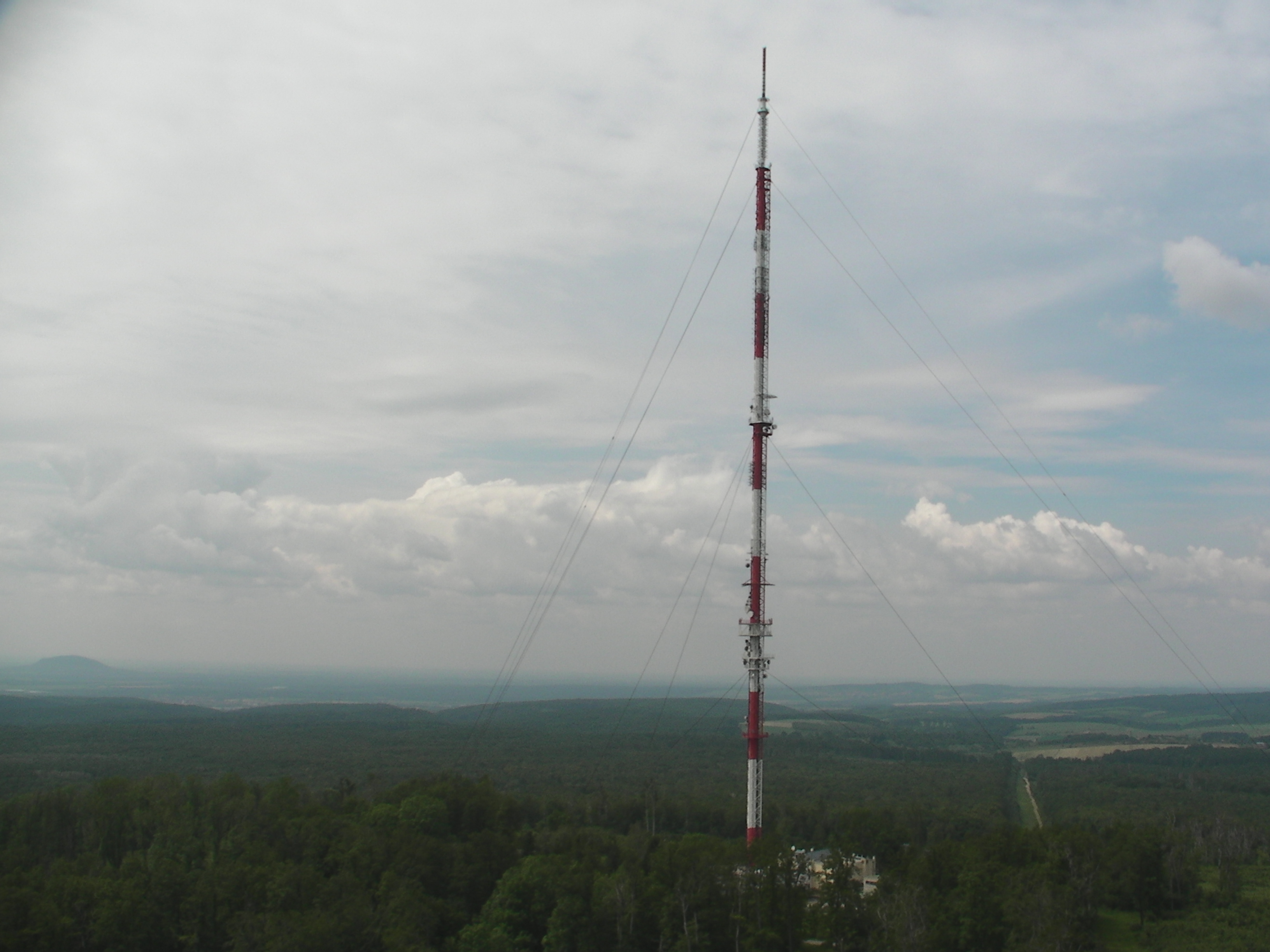
A TV torony